# Stephen Thrower
Stephen Thrower (ur. 9 grudnia 1963 w Ashton-Under-Lyne, Manchester) – angielski muzyk i pisarz.
Jako muzyk działał w projektach Coil, Possession, Satin Chickens, Put Put, Identical i Skullflower. Obecnie nagrywa razem z Ossianem Brownem (również byłym muzykiem Coila) pod nazwą Cyclobe. Pierwsze dwa albumy duetu, Luminous Darkness i The Visitors zostały wydane w Wielkiej Brytanii przez label Phantomcode, natomiast split Cyclobe i Nurse With Wound, Paraparaparallelogrammatica wydała amerykańska wytwórnia Beta Lactam.
Thrower zajmuje się również kinem niezależnym i horrorami. Opublikował m.in. książki "Beyond Terror: The Films of Lucio Fulci", "The Eyeball Compendium", i "Nightmare USA: The Untold Story of the Exploitation Independents". Cyclobe nagrali temat przewodni do filmu George'a Barry'ego Death Bed: The Bed That Eats i muzykę do pierwszego pakistańskiego horroru, Zibarkhana.